# Giacomo Radini-Tedeschi

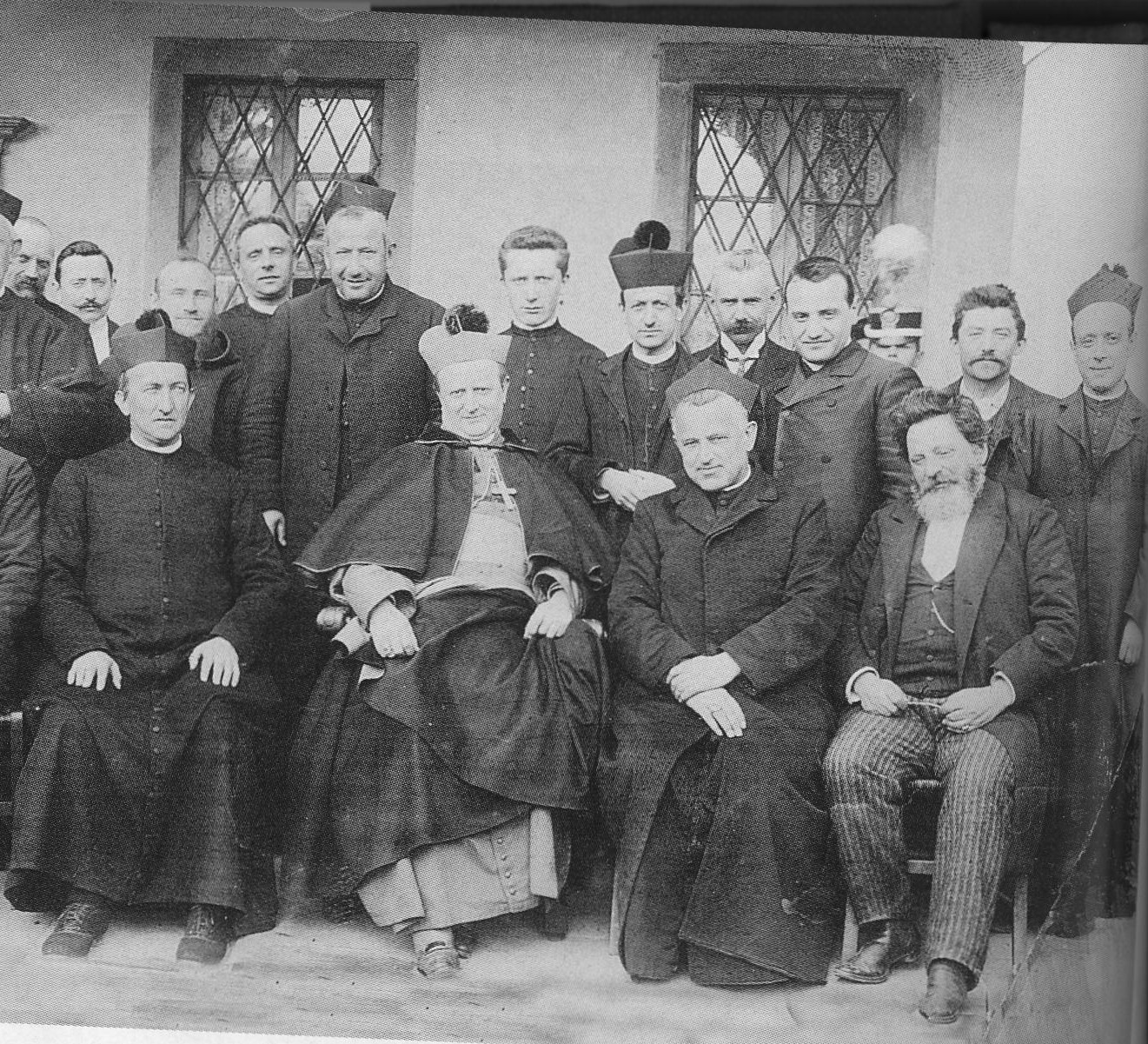

Giacomo Radini Tedeschi (12 lipca 1857 — 22 sierpnia 1914), włoski duchowny katolicki, biskup diecezji Bergamo.

## Życiorys
Urodził się w Piacenzy, jako syn zamożnej rodziny. Jako ksiądz w 1879 został profesorem prawa kanonicznego w diecezjalnym seminarium w Piacenzy. W 1890 dołączył do Sekretariatu Stanu w Watykanie i uczestniczył w wielu misjach dyplomatycznych. W 1905 po śmierci papieża Leona XIII został mianowany biskupem diecezji Bergamo. W dniu 29 stycznia został wyświęcony przez papieża Piusa X w Kaplicy Sykstyńskiej. Był zwolennikiem katolickich związków zawodowych, a w czasie protestów pomógł, przez miłość i modlitwę pracownikom fabryki włókienniczej w Ranica.
Zachorował na raka i zmarł w pierwszych dniach I wojny światowej.
Swoje ostatnie słowa wypowiedział do sekretarza, a brzmiały one: „Angelo — módl się o pokój”. Podczas swojej posługi biskupiej w Bergamo, był wspomagany przez młodego kapłana Angelo Giuseppe Roncallego, który później został papieżem i przybrał imię Jana XXIII. Dla papieża Jana XXIII biskup Tedeschi był nauczycielem, o którym nigdy nie zapomniał.